# Panitumumab
Panitumumab est un anticorps monoclonal thérapeutique ciblant le récepteur du facteur de croissance épidermique (EGFR).